# Manduca morelia
Espèce
Manduca morelia est une espèce de lépidoptères (papillons) de la famille des Sphingidae, de la sous-famille des Sphinginae et de la tribu des Sphingini.

## Distribution et habitat
Distribution
L'espèce est endémique du Mexique.

## Systématique
- L'espèce Manduca morelia a été décrite par l'entomologiste britannique Herbert Druce en 1883 sous le nom initial de Pseudosphinx morelia[1]
- La localités type : Orizaba au Mexique

### Synonymie
- Pseudosphinx morelia Druce, 1894 Protonyme
- Protoparce leucophila Gehlen, 1931[2]